# Physical Thrills
Physical Thrills è il sesto album in studio del gruppo musicale statunitense Silversun Pickups, pubblicato nel 2022.

## Tracce
1. Stillness (Way Beyond) – 5:15
2. Sticks and Stones – 4:43
3. Hereafter (Way After) – 3:34
4. Dream at Tempo 050 – 1:37
5. Scared Together – 3:56
6. Alone on a Hill – 3:46
7. Hidden Moon – 3:35
8. System Error – 4:04
9. Empty Nest – 4:16
10. Dream at Tempo 310 – 1:15
11. We Won't Come Out – 5:12
12. Stay Down (Way Down) – 5:06
13. Quicksand – 5:14
14. Dream at Tempo 150 – 1:09

### Vinile
- Side A

1. Stillness (Way Beyond) – 5:15
2. Sticks and Stones – 4:43
3. Hereafter (Way After) – 3:34

- Side B

1. Dream at Tempo 050 – 1:37
2. Scared Together – 3:56
3. Alone on a Hill – 3:46

- Side C

1. Hidden Moon – 3:35
2. System Error – 4:04
3. Empty Nest – 4:16
4. Dream at Tempo 310 – 1:15

- Side D

1. We Won't Come Out – 5:12
2. Stay Down (Way Down) – 5:06
3. Quicksand – 5:14
4. Dream at Tempo 150 – 1:09

## Formazione
- Brian Aubert – voce (1–3, 5, 7–13), chitarra (1–3, 5, 7–13), basso (4, 6), tastiera (4, 6), cori (6)
- Nikki Monninger – basso (1–3, 5, 7–13), cori (1–3, 5, 7–10, 12–13), voce (4, 6)
- Joe Lester – tastiera, sintetizzatore, talk box (5), effetti
- Christopher Guanlao – batteria, percussioni